# Henning von Ahlefeldt
Henning von Ahlefeldt (* 31. August 1705 in Olpenitz; † 23. April 1778) war Königlich Dänischer Kammerherr und Geheimer Rat.

## Leben
Er war der einzige Sohn des Adligen Gutsherren Detlev von Ahlefeldt (1677–1718) auf Gelting und dessen Frau Auguste geb. von Rumohr. Seine Frau war Anna Sophie Wohnsfeld, die Witwe des 1731 verstorbenen Landrats Christian Friedrich Baron von Liliencron, Herr auf Blumendorf, Olpenitz, Wulfshagen und Wulfshagener Hütten.
Schon als Jugendlicher sorgte Henning von Ahlefeldt als Kammerjunker in Kopenhagen für erhebliches Aufsehen. Er hatte eine Liebesbeziehung mit Charlotte Amalie Skeel, der Frau des Staatsministers Rosenkrantz, und besuchte sie an einem Abend im Dezember 1733. Dabei stieß er zu seiner Überraschung auf einen Nebenbuhler, den ältesten Sohn des ehemaligen Großkanzlers Graf Holstein. Bei der darauffolgenden Auseinandersetzung zog von Ahlefeldt seinen Degen und fügte seinem Nebenbuhler mehrere Wunden zu, worauf dieser die Flucht ergriff. Dieser Zwischenfall wurde dem König zugetragen und Henning von Ahlefeld wurde des Hofes verwiesen und sein Kammerjunkergehalt eingezogen. Der Staatsminister Rosenkrantz war gezwungen, beim König um Vergebung für die Unvorsichtigkeit seiner Frau zu bitten.
Im Juni 1734 erhielt Henning von Ahlefeld die Verzeihung des Königs. Er wurde 1738 zum Jägermeister in den Grafschaften Oldenburg und Delmenhorst ernannt. 1740 wurde er zum Oberförster ernannt, 1749 wurde er königlicher Kammerherr und 1761 Geheimer Rat. Er starb am 23. April 1778 an einem Gallenleiden und wurde in der St.-Katharinen-Kirche in Gelting beigesetzt, wo sich sein Sarkophag in der Familiengruft befindet. Mit ihm erlosch die Linie derer von Ahlefeldts zu Gelting.